# Coll d'en Bernat
El Coll d'en Bernat és un coll del vessant nord de la carena axial de la serralada dels Pirineus, a 2.627,3 metres d'altitud, en el terme comunal de Fontpedrosa, a la comarca del Conflent, de la Catalunya del Nord, però a prop del termenal amb Queralbs, a la del Ripollès. És a l'extrem meridional del terme de Fontpedrosa, en el vessant nord-est del Pic de Nou Fonts, i al sud del Puig Anyella, a la carena que separa lel circ del Planell de Nou Fonts de les Clotades de l'Estanyol.